# Maria Komnene
Maria Komnene, född 1152, död 1182, var en bysantinsk prinsessa, dotter till kejsar Manuel I Komnenos och Bertha av Sulzbach. 
Hon kallades den purpurfödda, Porphyrogenita, eftersom hon föddes under sin fars regeringstid, och fick titeln Augusta vid födseln. Hennes mor avled 1159. Hennes far gifte om sig 1161, men han förväntade sig inte att få en son, och han beslöt därför att utse en svärson att bli sin tronarvinge. Han förlovade därför Maria med prins Béla av Ungern, som fick titeln despotes och namnet "Alexios", som sin blivande svärfars arvinge och Bysantinska rikets tronarvinge. 
År 1169 fick hennes far en son med sin andra hustru Maria av Antiokia, något som i ett slag förändrade Marias situation. Prins Bela av Ungern berövades sin position som tronarvinge och hans förlovning med Maria bröts. Maria förlovades med Vilhelm II av Sicilien, men hennes far bröt trolovningen. År 1179 gifte sig Maria vid 27 års ålder med prins Ranieri av Monferrato, som fick  titeln Caesar. Paret fick inga barn. 
År 1180 avled hennes far och efterträddes av sin son Alexios II vars mor Maria av Antiokia blev regent under hans omyndighet. Maria Komnene och hennes make försökte då utnyttja missnöjet med den nya regimen för att försöka iscensätta en statskupp; Maria ska ha uppmuntrat sin kusin prins Andronikos att återvända, och försökte sedan utnyttja de följande oroligheterna till att gripa makten. Istället grep Andronikos I makten. Maria avled strax efter kuppen i förgiftning, vilket förmodas ha skett på Andronikos order. Hennes make förmodas ha dödats vid samma tillfälle.